# Il fiume di fango
Il fiume di fango (泥の河?, Doro no kawa) è un film del 1981 diretto da Kōhei Oguri.
Vincitore del premio d'argento alla 12ª edizione del Festival di Mosca e nominato all'Oscar come miglior film straniero. Tratto dal romanzo di Teru Miyamoto, il film narra dell'amicizia tra due bambini abitanti in un'estrema periferia giapponese ai margini di un fiume fangoso.

## Riconoscimenti
- Premio Oscar
  - Nomination Oscar al miglior film straniero
- 1981 - Festival cinematografico internazionale di Mosca
  - Premio d'argento